# Textilvergehen
Als Textilvergehen bezeichnet man im Sport einen Regelverstoß, der durch das Ziehen des gegnerischen Trikots begangen wird. Wird ein angreifender Gegenspieler dadurch aufgehalten, spricht man umgangssprachlich auch von einer Textilbremse oder Trikotbremse. Im Fußball zieht ein Textilvergehen, wenn geahndet, meist eine Gelbe Karte nach sich. Bei einigen körperbetonten Sportarten, zum Beispiel Rugby, wird das Trikotziehen nicht geahndet.